# Thapsyrus martellii
Thapsyrus martellii är en skalbaggsart som beskrevs av Jean François Villiers 1972. Thapsyrus martellii ingår i släktet Thapsyrus och familjen långhorningar. Inga underarter finns listade i Catalogue of Life.